# Għarb
Għarb [ɐːrp] oder auch L-Għarb ist ein Ort am westlichsten Punkt der Insel Gozo (Malta). Der Name des Ortes leitet sich von dem arabischen Wort für Sonnenuntergang, im Sinne von „westlich“ ab.
Der Wahlspruch des Ortes lautet „In extremo vigilat“. Am 31. Dezember 2020 hatte Għarb 1314 Einwohner. Bürgermeister der Ortschaft ist seit 1997 David Apap.

## Sehenswürdigkeiten
Im Jahr 1679 wurde eine Kirchengemeinde gebildet, für die zwischen 1699 und 1729 die Barockkirche Basilika Mariä Heimsuchung errichtet wurde.
Etwas abseits vom  Ort befindet sich auch die Basilika ta’ Pinu, Wallfahrtsort und Maltas herausragender Schrein der Jungfrau Maria. Der Legende nach hat eine junge Frau 1883 hier die Stimme der Jungfrau gehört.
Nördlich des Ortes, an der Küste befindet sich das Wied il-Mielah Window, ein natürlich entstandenes Felsentor. Nordöstlich erkennt man den  Leuchtturm Giordan Lighthouse, der auch über die steile Schotterpiste an der Küste erreicht werden kann.

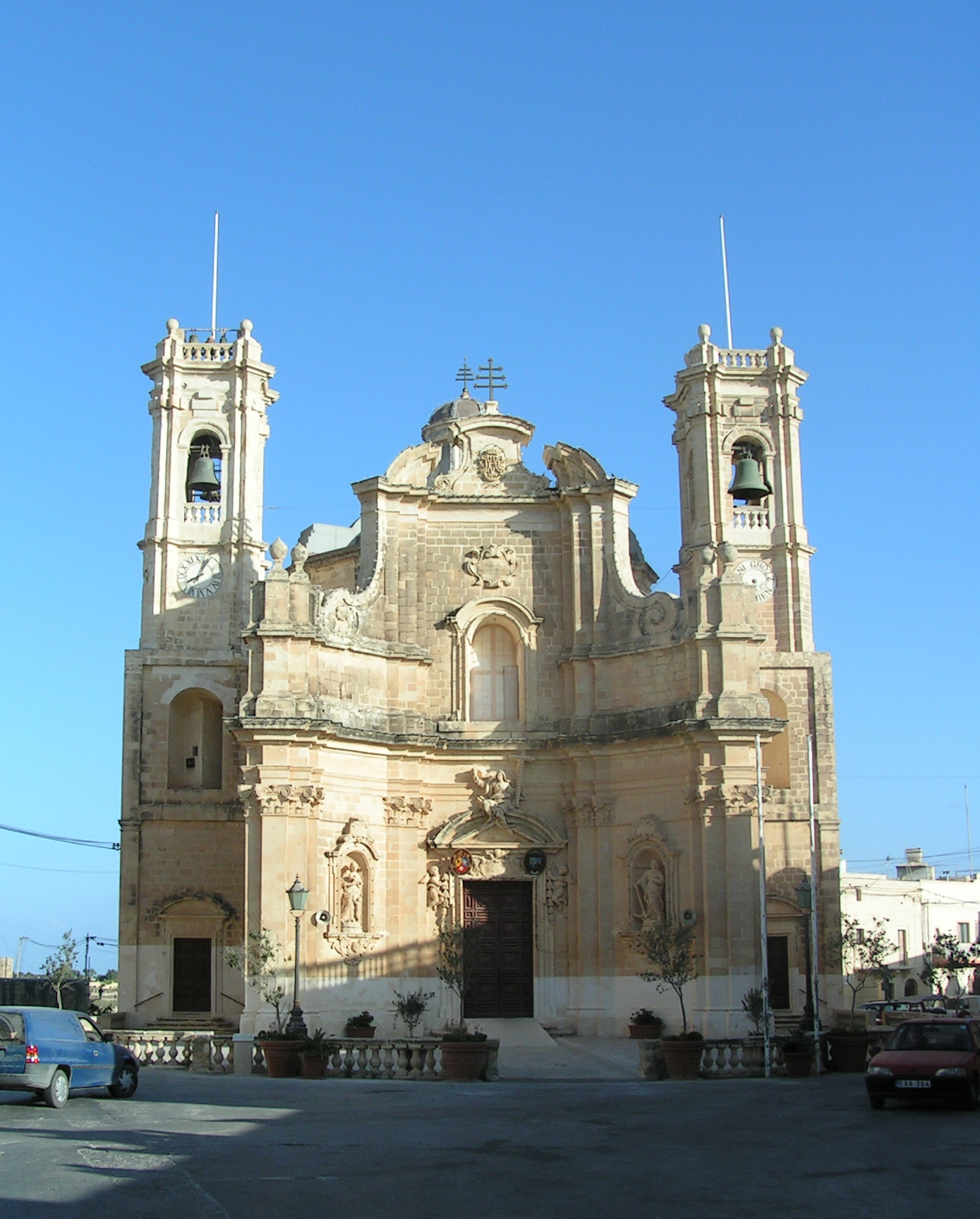
Basilika Mariä Heimsuchung
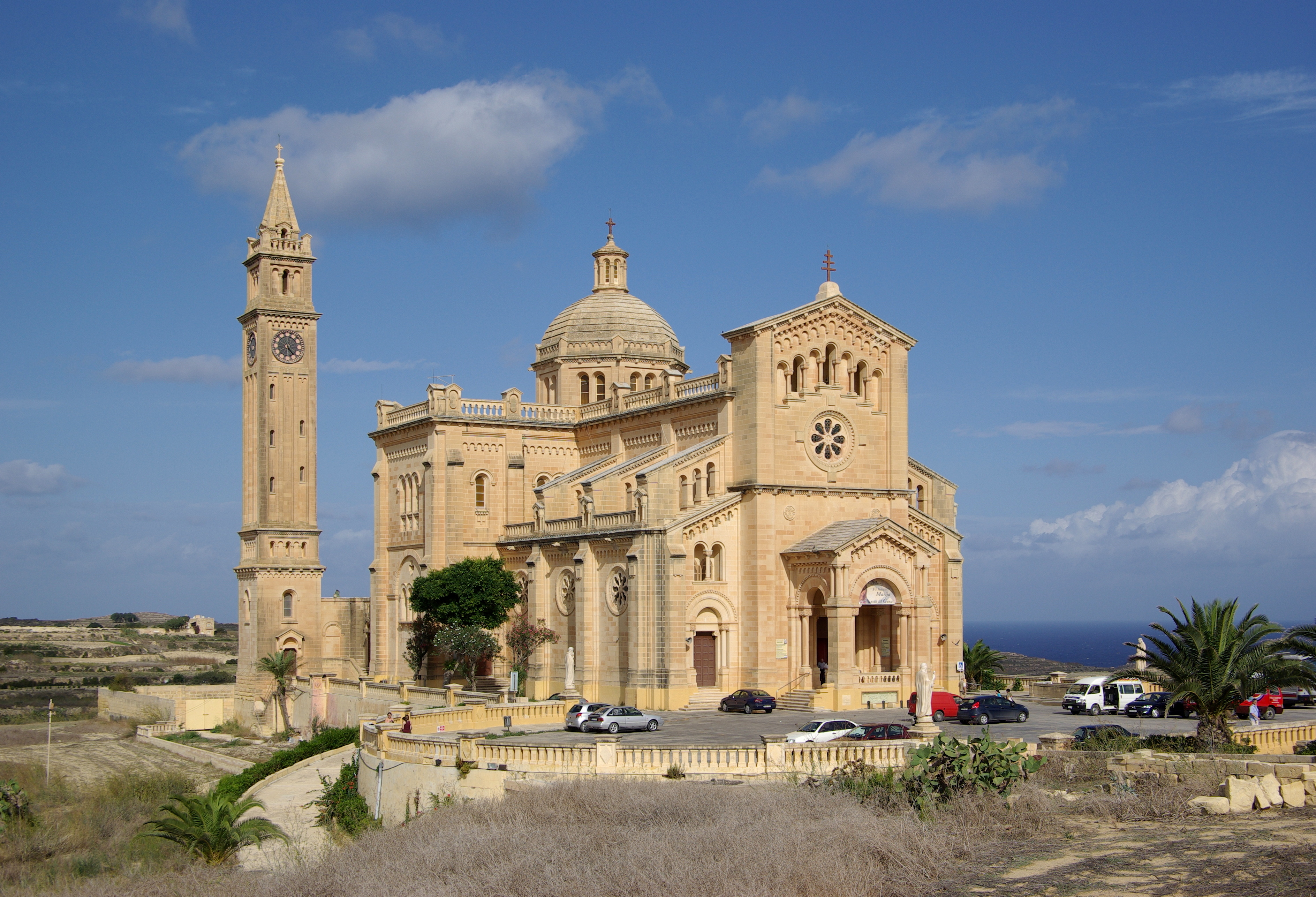
Basilika Ta’ Pinu
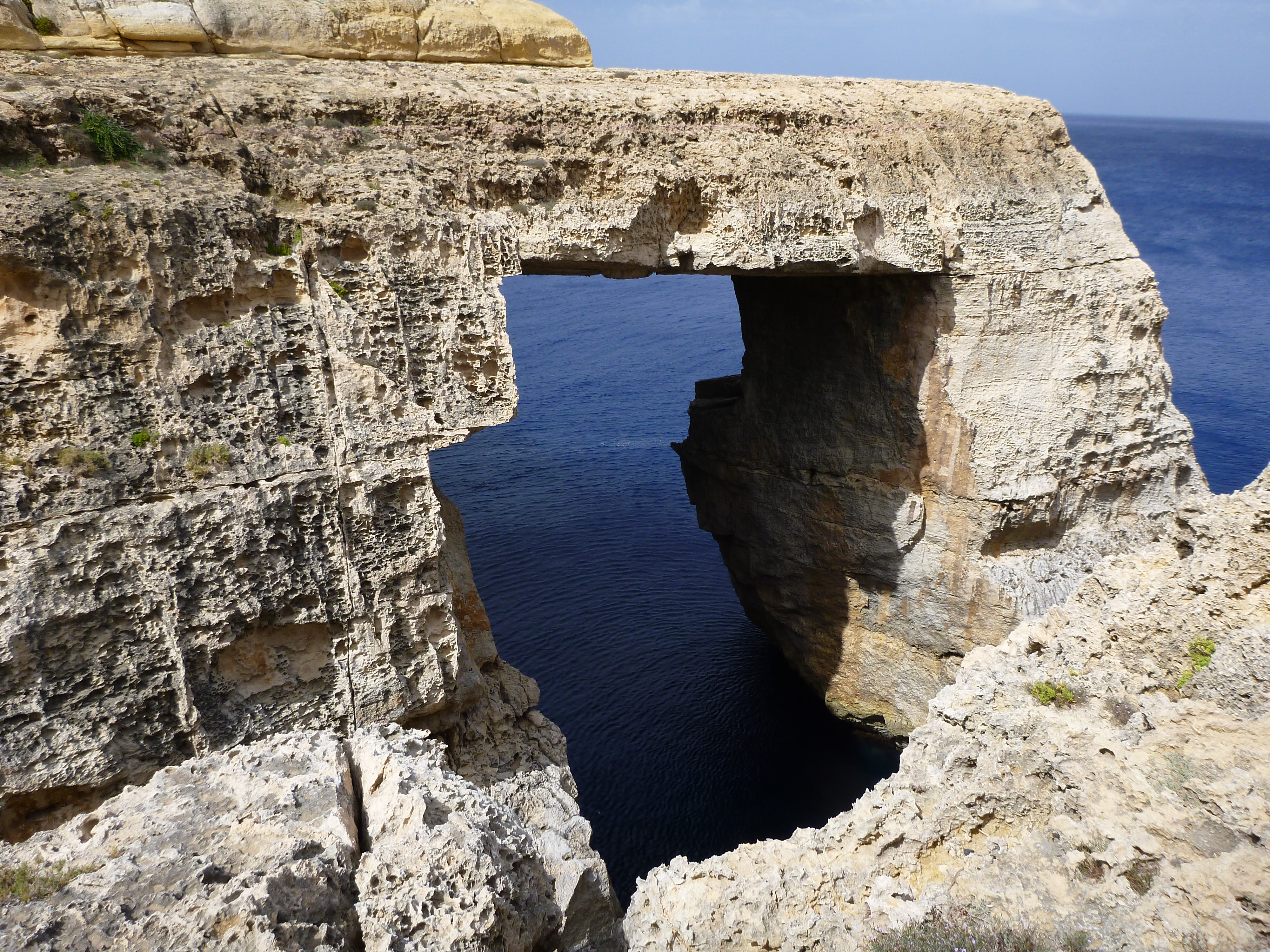
Wied il-Mielah Window

## Persönlichkeiten
- Nikol Joseph Cauchi (1929–2010), römisch-katholischer Geistlicher, Hochschullehrer, Bischof von Gozo 1972–2005